# ضئيلة البولة الإحليلية
ضئيلة البولة الإحليلية (الاسم العلمي: Oligella urethralis) هي نوع من البكتيريا، سلبية الغرام، تتبع الأوليغيلا.